# Astolphe de Custine
Markiz Astolphe-Louis-Léonor de Custine (ur. 18 marca 1790 w Niderviller, zm. 18 października 1857 w Paryżu) – francuski pisarz i podróżnik, autor książek Listy z Rosji. Rosja w 1839 roku, L'Espagne sous Ferdinand VII i kilku powieści. Listy z Rosji stały się światowym bestsellerem – książka przenikliwie opisuje stan Rosji za panowania Mikołaja I, stanowi krytykę despotyzmu, biurokracji i zacofania.

## Życiorys
Pochodził z arystokratycznej rodziny. Jego dziad i ojciec zostali straceni w czasie Rewolucji Francuskiej. Car Mikołaj I uważał go więc za rojalistę i pozwolił mu dość swobodnie podróżować po Rosji.
W 1839 podczas trzymiesięcznej podróży de Custine odwiedził m.in. Petersburg, Moskwę, Jarosław i Niżny Nowogród. Jego wspomnienia ukazały się w 1843 w Brukseli w formie listów do – jak można sądzić – fikcyjnego adresata. Książka stała się szybko ważnym wydarzeniem wydawniczym i politycznym. Do końca XIX wieku miała ponad dziesięć pełnych wydań, nie licząc wielu edycji skróconych i wyborów. 
Mimo wielu uproszczeń i jednostronnych, niemal wyłącznie negatywnych osądów, przez które książka nie jest traktowana jako w pełni wiarygodne źródło historyczne, wspomnienia de Custine'a stały się ważnym punktem odniesienia w debacie i eseistyce nt. Rosji w czasie istnienia Związku Radzieckiego oraz po jego upadku. Z tego powodu de Custine określany był mianem „czołowego sowietologa ante litteram”.
De Custine utrzymywał bliskie relacje z wieloma Polakami, którzy zamieszkali w Paryżu w pierwszej połowie XIX wieku, m.in. z książętami Czartoryskimi, Adamem Mickiewiczem, Fryderykiem Chopinem oraz braćmi Adamem i Ignacym Gurowskimi. Ten ostatni mieszkał u niego przez kilka lat, korzystając z opieki i protekcji de Custine'a. Prawdopodobnie to także namowa Ignacego Gurowskiego sprawiła, że de Custine zdecydował się na wyprawę do Rosji. We wspomnieniach z tego kraju de Custine wielokrotnie wypowiada się ciepło o Polsce i Polakach, współczując im utraty państwowości.

## Dzieła
- Olivier – 1826
- Aloys ou le Religieux du mont Saint-Bernard – 1829
- Béatrix Cenci – 1833
- Le Monde comme il est – 1835
- L’Espagne sous Ferdinand VII – 1838
- Lettres de Russie (Listy z Rosji) – 1839 (wydanie polskie, 1995)[2]
- Romuald ou la Vocation – 1848